# Nephropsis sulcata
Nephropsis sulcata är en kräftdjursart som beskrevs av Enrique Macpherson 1990. Nephropsis sulcata ingår i släktet Nephropsis och familjen humrar. IUCN kategoriserar arten globalt som livskraftig. Inga underarter finns listade i Catalogue of Life.